# Bryum subclavatum
Bryum subclavatum är en bladmossart som beskrevs av Thériot 1926. Bryum subclavatum ingår i släktet bryummossor, och familjen Bryaceae. Inga underarter finns listade i Catalogue of Life.